# Муки Святої Варвари (Кранах Старший)
 Муки Святої Варвари (Кранах Старший) — картина німецького художника  Лукаса Кранаха Старшого, написана в 1510 році. Знаходиться в колекції Музею мистецтва Метрополітен у Нью-Йорку. 

## Згадка в Біблії та мощі
Свята Варвара за християнську віру була страчена немилосердним батьком-язичником.  Діоскора (батька) відразу спіткала кара Божа. Негайно після здійснення страти розпочалась  гроза і він був убитий ударом блискавки, так, що й праху не залишилося на землі. Мощі святої великомучениці Варвари в VI столітті були перенесені до Константинополя. У XII столітті дочка візантійського імператора  княжна Варвара, одружуючись з князем Святополком II, привезла їх з собою до Києва. Мощі святої Варвари нині  знаходяться у кафедральному соборі святого князя Володимира.

## Опис картини
За переказами, святу Варвару стратив її язичницький батько Діоскор, коли вона відмовилася зректися   своєї християнської віри. Розкішно одягнена, вона, здається,  спокійно приймає свою долю. Свята Варвара   стоїть  на колінах перед батьком, який піднімає меч, щоб обезголовити її. Чотири зловісні на вигляд свідки можуть бути представниками римської влади, яка засудила її до смертної кари.
Герб вказує на те, що Кранах написав цю картину для члена сім'ї Рем, який був заможним  купцем в Аугсбурзі.
У творі зображено мученицьку смерть Святої Варвари, грецької принцеси, яку стратив її язичницький батько Діоскор за бажанням римських чиновників; страта була помстою за те, що Варвара відмовилася відректися своєї християнської віри.